# Marcel Bidot
Marcel Bidot (Paris, 21 de dezembro de 1902 - Saint-Lyé, 1 de janeiro de 1995) foi um ciclista francês que foi profissional entre 1923 e 1939, durante os quais destacam duas etapas ao Tour de France e o Campeonato da França de Ciclismo em Estrada.
Após uma carreira respeitável, Marcel Bidot teve um grande sucesso como director desportivo da equipa ciclista da França, o qual dirigirá entre 1953 e 1961. Seu nome irá sempre sócio ao de Jacques Anquetil.

## Bidot como director desportivo
Marcel Bidot é sobretudo conhecido como director técnico:
- da equipa da França de 1953 a 1961.
- da equipa da França ao Tour de France
- da equipa da França ao Campeonato do Mundo em 1967 e 1968.

Ele é o que escolheu Jacques Anquetil como novo líder da equipa francesa pelo Tour de 1957 com os gregaris: Bauvin, Bergaud, Albert Bouvet, Darrigade, Forestier, Mahé, Privado, Stablinski e Walkowiak.

## Palmarés
- 1920
  - Campeão do Aube
  - 1º na Troyes-Arcis sul Aube-Troyes
- 1922
  - 1º na Paris-Ruán
  - 1º no Circuito de Touraine
- 1923
  - 1º no Circuito de Touraine
- 1924
  - 1º na Paris-Bourges
- 1925
  - 1º na Paris-Montargis
  - 1º no Grande Prêmio de Souvenir a Dijon
  - 1º na Troyes-Reims-Troyes
  - 1º no Grande Prêmio Thomann a Troyes
- 1926
  - 1º no Grande Prêmio Thomann a Troyes
- 1928
  - 1º na Marselha-Lyon
  - Vencedor de uma etapa ao Tour de France
- 1929
  - Campeão da  França em estrada
  - Vencedor de uma etapa ao Tour de France
  - Vencedor de uma etapa à Volta em Euskadi
- 1930
  - 1º no Bol d'Or com Antonin Magne
- 1931
  - 1º no Circuito de l'Allier
- 1932
  - 1º na Poitiers-Saumur-Poitiers
- 1933
  - 1º no Grande Prêmio da Rûche Moderne em Troyes
- 1934
  - 1º na Paris-Troyes
  - 1º no Grande Prêmio de Torcy a Sedan
  - 1º em Saint-Lyé
  - 1º no Grande Prêmio da Rûche Moderne a Troyes
- 1936
  - 1º no Tour dels Vosges

### Resultados ao Tour de France
- 1926. 10º na classificação geral
- 1928. 8º na classificação geral e vencedor de uma etapa
- 1929. 16º na classificação geral e vencedor de uma etapa
- 1930. 5º na classificação geral
- 1932. 30º na classificação geral